# Meriania tetragona
Meriania tetragona là một loài thực vật có hoa trong họ Mua. Loài này được (Cogn.) Wurdack mô tả khoa học đầu tiên năm 1964.